# FC Solothurn
Der FC Solothurn ist ein Fussballverein aus der Stadt Solothurn. Der Verein wurde am 1. Juli 1901 gegründet und spielt momentan in der 1. Liga, der vierthöchsten Schweizer Liga. Der FC Solothurn ist die Nummer 1 der Schweiz in der Ewigen Rangliste der 1. Liga.

## Geschichte
Die 1920er Jahre gehörten fussballerisch zu den eindrücklichsten in der Geschichte des FC Solothurn. Der FC Solothurn spielte in der Serie A, der höchsten Schweizer Spielklasse der damaligen Zeit. Als 1931/32 das neue Spielklassensystem mit Nationalliga und 1. bis 4. Liga eingeführt wurde, verpasste der FC Solothurn knapp die Nationalliga und spielte seither in der 1. Liga mit einigen Aufenthalten in der Nationalliga B.
1988/89 wurde Hanspeter Latour hauptamtlicher Trainer der 1. Mannschaft. Damit begann eine sehr erfolgreiche Zeit für den FC Solothurn. 1996/97 erreichte der FC Solothurn in der Aufstiegsrunde zur Nationalliga A den 6. Rang mit 14 Punkten, davon 11 gegen NLA-Clubs.
Die Saison 1997/98 ist die bisher erfolgreichste des FCS. Der Verein konnte sich erneut für die Aufstiegsrunde zur Nationalliga A qualifizieren und scheiterte dort mit 21 Punkten erst im allerletzten Spiel gegen den FC Basel. 36'500 Zuschauer im «Joggeli» und ca. 300'000 verfolgten die Direktübertragung auf SF DRS.
Danach folgten zwei schwere NLB-Saisons und 2001 der Abstieg in die 1. Liga.

## Stadion
Nach der Gründung 1901 bestand eine der Hauptschwierigkeiten des Vereins darin, ein geeignetes Fussballterrain zu finden. In Solothurn und Zuchwil dienten viele verschiedene Felder als Spielplätze. 1930 erwarb der Club 30'000 m² Land im „Brühl“, dem Westen Solothurns. Am 9. August 1931 wurde hier das Stadion Solothurn eingeweiht. Es bestand aus dem Hauptplatz, an drei Seiten umrundet von Stehrampen, und einem hölzernen Tribünengebäude mit Garderoben und Restaurant im Westen. Daran anschliessend lagen 4 Rasenplätze als Trainingsgelände.
1973, in einer Zeit grosser finanzieller Not, verkaufte der FC Solothurn sein Stadion mit 5 Fussballfeldern in der 11-stöckigen Wohnzone zu einem Bruchteil des Wertes an die Einwohnergemeinde Solothurn. Diese verpflichtete sich dafür, den Unterhalt zu bestreiten und dem FCS das Vorrecht in der Benutzung zu gewähren. Einige Jahre später baute die Stadt hier auf der Fläche von 2 Fussballplätzen das neue Schulhaus Brühl.
1992/93 erfolgte ein Tribünenanbau mit weiteren Garderoben und diversen Räumlichkeiten. 2003 wurde die neue Tribüne Ost erbaut, bestückt mit 1'361 Schalensitzen aus der alten «Maladière», dem Stadion von Neuchâtel Xamax.
Seit dem Jahr 2009 verfügt das Stadion Solothurn westlich der Tribüne über ein Kunstrasenfeld, das für Meisterschaftsspiele homologiert ist.
Das Stadion Solothurn hat 533 gedeckte Sitzplätze, 1363 ungedeckte Sitzplätze und 4400 Stehplätze und damit ein Fassungsvermögen von 6300 Plätzen. Der Stadionrekord von 6750 Zuschauern wurde am 1. März 1998 gegen den FC Basel aufgestellt.

## Erfolge
- 5. Rang Auf-/Abstiegsrunde NLA/B 1997/98
- 6. Rang Auf-/Abstiegsrunde NLA/B 1996/97
- Vizemeister NLB und Aufstiegsrunde NLA/B 1994/95
- Uhrencup Sieger 1998

## Bekannte ehemalige Trainer/Spieler
Ehemalige Spieler sind in der Kategorie:Person (FC Solothurn) zu finden.